# Vaterpolski klub Trpanj
Vaterpolski klub Trpanj je vaterpolski klub iz Trpnja. Klub je osnovan 1990. godine.
Predsjednik kluba je Željko Belin, zamjenik predsjednika je Marijo Rajič.
Treneri:
Branko Bjelanović 2010. – 2011.
Marin Klišknjić 2012. – 2017.
Marijo Rajič 2018. – danas
Klub se natječe s mlađim kategorijama na prvenstvu Hrvatske za mlađe kategorije.
Klub organizira i ljetnu školu plivanja za sve kategorije.

## Vanjske poveznice
- Profil, Facebook